# Jagüey Grande
Jagüey Grande là một đô thị ở tỉnh Matanzas của Cuba. Đô thị này nằm ở phía đông bán đảo Zapata, phía bắc của vịnh Con Lợn, dọc theo Carretera Central, ở trung tâm tỉnh.

## Dân số
Năm 2007, Jagüey Grande có dân số 87.771 người. với diện tích 882 km² (340,5 mi²), và mật độ dân số 65,5người/km² (169,6người/sq mi).
Đô thị này được chia thành các barrio Arroyo Vuelto, Casiguas, Castilla, Ciudad, Don Martín, Escalera, Paradero de Bainoa, Paradero de Jaruco, San Antonio de Río Blanco và Santa Ana.